# ماريو بيريز زونيغا
ماريو بيريز زونيغا (بالإسبانية: Mario Pérez Zúñiga)‏ (17 يونيو 1982 في المكسيك - ) هو لاعب كرة قدم مكسيكي في مركز الدفاع، شارك في الألعاب الأولمبية الصيفية 2004. وشارك مع منتخب المكسيك تحت 17 سنة لكرة القدم ومنتخب المكسيك لكرة القدم. أما مع النوادي، فقد لعب مع نادي أطلس ونادي أمريكا ونادي تيكوس ونادي سان لويس ونادي نيكاكسا وLobos BUAP ‏ وأتلانتا سيلفرباكس.

## وصلات خارجية
- ماريو بيريز زونيغا على موقع قاعدة بيانات كرة القدم.إي يو (الإنجليزية)
- ماريو بيريز زونيغا على موقع ناشيونال فوتبول تيمز (الإنجليزية)
- ماريو بيريز زونيغا على موقع Soccerway.com (الإنجليزية)
- ماريو بيريز زونيغا على موقع عالم كرة القدم.نت (الإنجليزية)
- ماريو بيريز زونيغا على موقع أوليمبيديا (الإنجليزية)